# Stephan Krass
Stephan Krass (* 9. September 1951 in Ochtrup/Westfalen) ist ein deutscher Schriftsteller und Hochschullehrer.

## Werdegang
Stephan Krass studierte Germanistik, Philosophie und Soziologie. Er promovierte 2005 mit einer poetologischen Arbeit an der Universität Mannheim zum Doktor der Philosophie. Bis 2017 arbeitete er als Redakteur der Hörfunk-Literaturabteilung des Südwestrundfunks in Baden-Baden und war dort für den Radioessay verantwortlich. Daneben verfasste er Essays und Kritiken für diverse Zeitungen und Zeitschriften sowie Rundfunkfeatures und Hörspiele. Er gab Hörbücher u. a. zu Theodor W. Adorno und Niklas Luhmann heraus, organisierte kulturwissenschaftliche Vortragsreihen und Kongresse und nahm Lehraufträge an Hochschulen im In- und Ausland wahr. Von 2005 bis 2023 lehrte er Literatur an der Hochschule für Gestaltung in Karlsruhe, seit 2015 als Honorarprofessor für literarische Kunst. Krass ist außerdem Lehrbeauftragter am Institut für literarisches Schreiben und Literaturwissenschaft an der Universität Hildesheim und arbeitet als Projektleiter und Kurator für die Ursula Blickle Stiftung. Als literarischer Autor beschäftigt sich Krass vorwiegend mit Sprachspielen, insbesondere mit Anagrammen, die er seit Ende der Neunzigerjahre auch in Form von Performances, öffentlichen Installationen und im Rahmen von Ausstellungen präsentiert. Auf Einladung von Hans Magnus Enzensberger schrieb er für dessen Poesieautomaten ein Anagramm-Poem. Der Poesieautomat hängt im Museum Würth in Schwäbisch Hall und wird alternierend mit Texten von Enzensberger und Krass bespielt. Mit seinem Literaturseminar an der HfG Karlsruhe entwickelte Krass den Rezensionsautomaten CENSEO/GENERO (2007) und den Bücherautomaten KLAK (2012), die mittlerweile beide im Zentrum für Kunst und Medientechnologie (ZKM) Karlsruhe zu sehen sind.
Krass lebt heute in Berlin und New York City.

## Werke
- 2002: Tropen im Tau. Permutation, Anagrammgedichte, Berlin: Elfenbein Verlag
- 2004: Lichtbesen aus Blei, Gewichtete Gedichte, Berlin: Elfenbein Verlag
- 2005: Der Wert der Worte. Eine poetologische Studie zu Algebra und Alphabet, Uni Mannheim: MADOC
- 2006: WortSpielZeug (zusammen mit Hans Magnus Enzensberger), Marbacher Magazin 112
- 2007: Poetischer Doppelpass (zusammen mit Kitty Kahane), Frankfurt am Main: Büchergilde Gutenberg
- 2009: Alphanumerischer Thesaurus. Das Wörterbuch der gewichteten Worte, Saarbrücken: VDM
- 2010: Das Konzil der Planeten. Poetische Konstellationen, Berlin: Elfenbein Verlag
- 2011: Der Rezensionsautomat. Kleine Betriebsanleitung für Kritiker und Leser, München: Wilhelm Fink Verlag
- 2021: Der Speermann. Theaterstück, Coesfeld: Elsinor
- 2021: Die Spur der Buchstaben. Alphabet, Blaupause, Code, Göttingen: Steidl
- 2022: Radiozeiten. Vom Ätherspuk zum Podcast, Springe: zu Klampen Essay
- 2024 Die Stunde des Seepferdchens. Ein MemoRandom, Coesfeld: Elsinor

## Hörspiele
- 2003: Alles ist gesagt. Ein Wörterspiel, Regie: Ulrich Lampen, Komposition: Thomas Gerwin (SWR)
- 2006: Ponderabilien. Ein Spiel mit Worten und Werten, Regie: Ulrich Lampen, Komposition: Thomas Gerwin (SWR), Hörspielpreis der Akademie der Künste 2007
- 2009: Die Amnesie der Ozeane, Regie: Ulrich Lampen, Komposition: Ulrike Haage (SWR)
- 2010: Amnesie remixed (Komposition: Ulrike Haage (SWR/ZKM))
- 2013: Das grüne Auge von Falun, Regie: Ulrich Lampen (SWR), Hörspiel des Monats Februar 2013
- 2013: Auf der Lebensgeisterbahn. Zehn Wurfsendungen (DLR)
- 2014: The Moon Tapes, Komposition und Realisation: Ulrike Haage mit dem Vokalensemble des SWR (SWR)
- 2015: Der Speermann, Regie: Ulrich Lampen, Komposition: Steffen Schleiermacher (SWR)
- 2019: Havanna Exit, Regie: Iris Drögekamp, Komposition: Andreas Bick (DLF Kultur)
- 2021: Spell, Regie: Ulrich Lampen (SWR)